# Dr. Beat
A Dr. Beat egy magyar együttes.

## Története
Három gimnazista (Garam Péter – szintetizátor, Selmeci Kristóf – sampler és Szilágyi "SZIKO" Gábor – ének, dobgép) 1985-86-ban alapított zenekart, melynek neve a kezdetekben T-Boy volt.
1987-ben a Dr. Beat név vált véglegessé. A Valami Bizarr Dolog című dallal 1988 tavaszán indultak a Rock Gyermekei tehetségkutató rádióműsorban és hangos sikert arattak. Egy hónapig vezették a slágerlistát. A szám megjelent a Rock Gyermekei c. válogatáslemezen.
Még ugyanebben az évben (1988-ban) több tagcsere is volt a zenekarban (Rábaközi Andrea fotómodell csatlakozott rövid időre, majd őt váltott fel Clavier Charlotte, az R-GO első emblematikus gidája, aki állandó tag lett).
Charlotte érkezését követően, koncepcionális okok miatt, Selmeci Kristóf távozott. Nem sokkal ezután Selmeci megalapította a Bahnhof zenekart. Így a Dr. Beat-et a közönség a többszöri tagváltozást követően trióként ismerhette meg. Már az 1989-es év elején kialakult országos rajongótáboruk. A sűrű vidéki kis bulik közben számos telt házas koncertet is adtak a Petőfi Csarnokban. Első albumuk Dr. Beat címmel jelent meg hanglemezen és kazettán a Hungaroton gondozásában 1990-ben. Négy dal is listavezető lett még ebben az évben. Ez az első és eleddig egyetlen albumuk 2009 október-novemberében újrakeverve és extra számokkal kiegészítve jelent meg ismét.
Különböző okok miatt a zenekar 1991-es év végén működését egy időre felfüggesztette.
Bár feloszlásról szó sem volt, Garam Péter és Clavier Charlotte Amerikába távozott. Hangmérnökként Garam Péter több lemezfelvételen is közreműködött, producerkedéssel egybekötve. Időközben Clavier Charlotte kilépett a Dr. Beat-ből, Szilágyi -SZIKO- Gábor fényképészettel aratott sikert Magyarországon. Szilágyi "SZIKO" Gábor közben is a zene forgatagában maradt, Selmeci Kristóffal közösen jelentettek meg egy maxit Londonban. Bár a Warner erőltette és a kritikák is jóknak bizonyultak, nem folytatódott a projekt. Az 1994. év végén Garam Péter visszatért az Amerikai Egyesült Államokból és a hazai Drum 'n' Bass népszerűsítését egyengette, valamint továbbra is producerkedett több hazai és angol underground kiadványon.
Drum 'n' Bass vonalon SZIKO és Garam a Dr. Beat formációban 1997-ig dolgozott. Ebből az időből két szám jelent meg a Future Sound of Budapest válogatáson, CD-n.
A gimnáziumi alapító felállás (Garam – Selmeci – SZIKO) ismét összeállt és dolgozni kezdtek újabb anyagukon. Az új nagylemez megjelenését 2008-ra tervezték a megjelenését. 2009 október-novemberében az első albumuk újrakeverve és extra számokkal kiegészítve jelent meg.
2012. szeptember 1-én jelent meg új albumuk III. címmel (a második album bár 1991-ben elkészült, nem került kiadásra), melyen 9 új dal szerepelt. A dalok egy része magyar, egy másik része angol nyelven készült. Több koncertet is vállaltak, 2013. augusztusában a Sziget Fesztivál VOLT színpadán is felléptek. 2015-ben illetve 2019-ben is volt fellépésük, azonban azóta nincs új hír a zenekarról.

## Diszkográfia
- Dr. Beat (Profil, 1990)
- III. (2012)